# Bragasellus conimbricensis
Bragasellus conimbricensis is een pissebed uit de familie Asellidae. De wetenschappelijke naam van de soort is voor het eerst geldig gepubliceerd in 1946 door Braga.